# 180-е годы
180-е (сто восьмидеся́тые) го́ды по юлианскому календарю — промежуток времени с 1 января 180 года по 31 декабря 189 года, включающий 180 год 8-го десятилетия   и с 181 по 189 годы    9-го десятилетия II века 1-го тысячелетия.  Они закончились 1836 лет назад.

## Важнейшие события
- Восстание Жёлтых повязок в Китае (184—204)[1].
- Первая половина 180-х годов — Септимий Север послан в Испанию, затем командовал 4-м легионом в Сирии, управлял Лугдунской Галлией.
- Середина 180-х годов — Массы хуннов примкнули к «жёлтому» движению. Но успехов не имели, и южная орда «опустела».
- Середина 180-х годов — Юйфуло жил у Цао Цао.
- 180-е годы — Крестьянские волнения в Галлии. Восстания буколов в Египте. Волнения в Испании, Дакии. Пикты переходят Вал Адриана.
- Вторая половина 180-х годов — Септимий Север управлял Паннонией, а затем был проконсулом в Сицилии.
- Конец 180-х годов — Консул-суффект — Дидий Юлиан. Пертинакс[2] — проконсул в Африке. Там подавляет несколько мятежей.